# Diversidad sexual en Lesoto
Las personas lesbianas, gays, bisexuales y transgénero (LGBT) en Lesoto enfrentan desafíos legales que no experimentan los residentes no LGBT. Lesoto no reconoce los matrimonios entre personas del mismo sexo ni las uniones civiles, ni prohíbe la discriminación por motivos de orientación sexual o identidad de género.
Las personas LGBT se enfrentan al rechazo social y la discriminación en Lesoto. Sin embargo, las actitudes hacia los miembros de la comunidad LGBT evolucionan lentamente y se vuelven más tolerantes y tolerantes, de acuerdo con las tendencias mundiales. En 2012, Lesoto legalizó la homosexualidad y el 18 de mayo de 2013 tuvo lugar la primera marcha del orgullo gay en el país.

## Historia
La homosexualidad y las relaciones entre personas del mismo sexo se han documentado en Lesoto durante siglos. Los basotho tenían una tradición de hombres jóvenes (boukonchana o alternativamente inkotshane, también conocido como esposa-niño en inglés) que normalmente se vestían como mujeres, realizaban tareas relacionadas con las mujeres, como cocinar y traer agua y leña, y tenían sexo intercrural con sus parejas mayores (numa). Además, no se les permitía dejarse crecer la barba ni eyacular. Al llegar a la edad adulta, la relación se disolvería y el novio-esposa podría tomar su propia boukonchana si así lo deseaba. Estas relaciones, también conocidas como "matrimonios mineros", ya que eran comunes entre los mineros de la vecina Sudáfrica, continuaron hasta bien entrada la década de 1970. Sin embargo, era bastante común que los numa también tuvieran una esposa heterosexual. Las relaciones lésbicas también ocurrieron en forma de motsoalle. Este término se refiere a un vínculo comprometido a largo plazo entre dos mujeres, con varios niveles de intimidad física. Con el tiempo, las relaciones motsoalle han comenzado a desaparecer en Lesoto.
En 1914, los funcionarios coloniales intentaron detener estas prácticas, pero fue en vano. En 1941, las relaciones boukonchana, el travestismo público y las ceremonias de matrimonio entre personas del mismo sexo eran algo común en Lesoto y en la comunidad basotho de Sudáfrica. En los últimos años, sin embargo, los funcionarios han tratado de suprimir y censurar las discusiones sobre este tema. Hoy en día, existe una negación generalizada de que estas prácticas hayan ocurrido alguna vez, y los hombres basotho poseen una sólida reputación de "machos" donde la promiscuidad heterosexual se celebra ampliamente.

## Leyes sobre actos sexuales entre personas del mismo sexo
En 2012 se legalizó la actividad sexual entre hombres del mismo sexo en Lesoto.
Las relaciones entre hombres del mismo sexo anteriormente habían sido ilegales en Lesoto como un delito de derecho consuetudinario, pero no se habían aplicado.
La actividad sexual femenina entre personas del mismo sexo nunca ha sido prohibida.

## Reconocimiento de las relaciones entre personas del mismo sexo
En virtud de la Ley de Matrimonio n.º 10 de 1974 y el derecho consuetudinario de Lesoto, el matrimonio solo está permitido para parejas del sexo opuesto.

## Protecciones contra la discriminación
No existe una protección específica contra la discriminación basada en la orientación sexual o la identidad de género.

## Adopción y crianza
La Ley de Protección y Bienestar Infantil de 2011 rige las adopciones en Lesoto. Según la ley, solo las parejas casadas pueden adoptar un niño en forma conjunta. Los hombres solteros y las parejas del mismo sexo no pueden adoptar.

## Identidad y expresión de género
La Ley de Tarjetas de Identidad Nacional 9 de 2011 describe las regulaciones para las tarjetas de identidad nacionales en Lesoto. La Sección 8(1) establece: "El Director tomará las medidas razonables y practicables para garantizar que la información personal ingresada en el Registro sea completa, precisa y actualizada cuando sea necesario". Esta sección podría interpretarse como que permite a las personas transgénero cambiar su género legal en sus documentos de identidad.

## Condiciones de vida

### Discriminación social
Al igual que en otros países del sur de África, los informes de discriminación, rechazo familiar, violencia y acoso contra las personas LGBT no son infrecuentes.
Los basotho LGBT puede enfrentar discriminación en el empleo, el acceso a la atención médica, la vivienda, el acceso a la educación y en otras áreas. Como tal, muchas personas LGBT viven vidas secretas y ocultan su orientación sexual. Además, corren un grave riesgo de contraer infecciones por el VIH/SIDA (Lesoto tiene la segunda prevalencia más alta de VIH en el mundo y, según se informa, el 25% de la población basotho está infectada). Los activistas LGBT han comenzado a acercarse a las personas con VIH y ofrecer estrategias de prevención.

### Activismo
El 18 de mayo de 2013 se llevó a cabo la primera marcha del orgullo gay en el país. Se llevó a cabo en el centro de la ciudad de Maseru y fue organizado por Matrix Support Group. Según los organizadores, el evento fue todo un éxito, con el apoyo de las autoridades y acompañando a los participantes.
Matrix Support Group es una ONG LGBT. Se esfuerza por "construir un entorno en el que las personas LGBT puedan expresar libremente sus derechos humanos y contribuir al desarrollo social, político y económico de Lesoto". Se estableció en 2009 y se registró por completo ante las autoridades al año siguiente. Marchas y eventos del orgullo se han llevado a cabo anualmente desde entonces, atrayendo a unos pocos cientos de personas.

### Informe del Departamento de Estado de los Estados Unidos de 2016
Los informes de países sobre prácticas de derechos humanos del Departamento de Estado de los Estados Unidos correspondientes a 2016 establecieron lo siguiente:

Actos de Violencia, Discriminación y Otros Abusos por Orientación Sexual e Identidad de Género
La ley prohibía las relaciones sexuales consentidas entre hombres, pero las autoridades no la hicieron cumplir. La ley guarda silencio sobre las relaciones sexuales consentidas entre mujeres. Las personas lesbianas, gay, bisexuales, transgénero e intersexuales (LGBTI) enfrentaron discriminación social e insensibilidad oficial a esta discriminación. Los grupos de derechos LGBTI se quejaron de discriminación en el acceso a la atención médica y la participación en actividades religiosas.
La ley prohíbe la discriminación atribuible al sexo; no prohíbe explícitamente la discriminación contra LGBTI. Matrix, un grupo de defensa y apoyo LGBTI, no recibió informes de discriminación laboral por parte de sus miembros. Las relaciones sexuales entre personas del mismo sexo eran tabú en la sociedad y no se discutían abiertamente. Si bien no se denunciaron agresiones, las personas LGBTI a menudo no denunciaron incidentes de violencia por temor al estigma.
Matrix operaba libremente y tenía miembros en los 10 distritos. Informó tener una buena relación de trabajo con la LMPS. Por ejemplo, en diciembre de 2015 los hermanos de una mujer que se identificó como lesbiana la obligaron a salir de su casa cuando descubrieron su identidad sexual. Ella llevó el asunto a la policía, que intervino y los hermanos le permitieron regresar a casa.
Matrix participó en la divulgación pública a través de proyecciones de películas, programas de radio, reuniones públicas y redes sociales. El 21 de mayo, Matrix organizó la tercera marcha del Día Internacional contra la Homofobia y la Transfobia. Aproximadamente 200 personas, principalmente familiares y amigos de personas LGBTI, marcharon pacíficamente y sin incidentes desde Lakeside (afueras de la ciudad) hasta Central Park en Maseru. Los representantes de Matrix señalaron que los oficiales de policía que escoltaban la marcha en general brindaron su apoyo, lo que atribuyeron a los esfuerzos previos de divulgación de Matrix a la LMPS. Matrix durante varios meses también tuvo un anuncio publicitario electrónico en el centro de Maseru que apoyaba los derechos LGBTI.

Dirigiéndose a los medios de comunicación en junio después de la Reunión de Alto Nivel de la Asamblea General de la ONU sobre el VIH/SIDA, el viceprimer ministro Mothetjoa Metsing dijo que el gobierno estudiaría la despenalización de las relaciones entre personas del mismo sexo para detener la propagación del VIH. Este fue el primer pronunciamiento de un alto funcionario del gobierno sobre el tema. Sin embargo, un movimiento de oposición liderado por el vigilante Gomery Thompson respondió con una serie de disturbios violentos.